# Kuripan (Tiga Dihaji)
Kuripan is een bestuurslaag in het regentschap Ogan Komering Ulu Selatan van de provincie Zuid-Sumatra, Indonesië. Kuripan telt 2184 inwoners (volkstelling 2010).